# 14 Brygada Piechoty (UHA)
14 Brygada Piechoty – oddział piechoty Ukraińskiej Armii Halickiej, nazywana Stanisławowską.
Została utworzona wiosną 1919 z jednostek ewakuowanych z Pokucia zaatakowanego przez armię rumuńską, oraz poborowych z rejonu Stanisławowa. Weszła w skład III Korpusu UHA w miejsce 1 Brygady Górskiej UHA.
W czasie ofensywy czortkowskiej osłaniała lewe skrzydło UHA, broniąc linii Dniestru. Po przejściu Zbrucza brała udział w walkach z bolszewikami, zdobywając Żmerynkę i Winnicę, a potem w walce z Siłami Zbrojnymi Południa Rosji.
Dowódcą Brygady był mjr Wasyl Orobko.